# Чачакумани
Чачакумани (кечуа chachakuma, лекарственное растение) — гора в Кордильера-реаль, Анды, к востоку от озера Титикака в Боливии.
Расположена в департаменте Ла-Пас, провинции Ларекаха, муниципалитете Гуанай, к юго-востоку от Чироко. Ближайшие вершины — Вари-Уманья на юго-западе и Киллуани на северо-западе.
Считается одной из наименее изученных гор в Кордильера-реаль. Имеет высоту около 6074 метра над уровнем моря. Эта оценка приблизительна и может отличаться на 20 метров, но точно известно, что высота горы более 6000 метров. В глубоких и закрытых от ветров долинах вокруг горы образуется много различных микроклиматов, которые формируют озёра с богатой местной фауной.